# Giuseppe Beratto
Giuseppe Beratto (Bonate Sopra, 6 giugno 1898 – Milano, 8 aprile 1967) è stato un politico italiano.
Beratto conseguì il titolo di maestro elementare. Volontario nel primo conflitto mondiale, combatté nelle file del 78º Reggimento di fanteria "Lupi di Toscana". Decorato con medaglia di bronzo al v.m. per le azioni intraprese sul monte cornone (Giugno 1918).
Durante il secondo conflitto mondiale fu inviato con il grado di maggiore di fanteria sul fronte greco-albanese, conseguendo una decorazione medaglia d'argento al v.m. nella zona di Klisura.

## Decorazioni

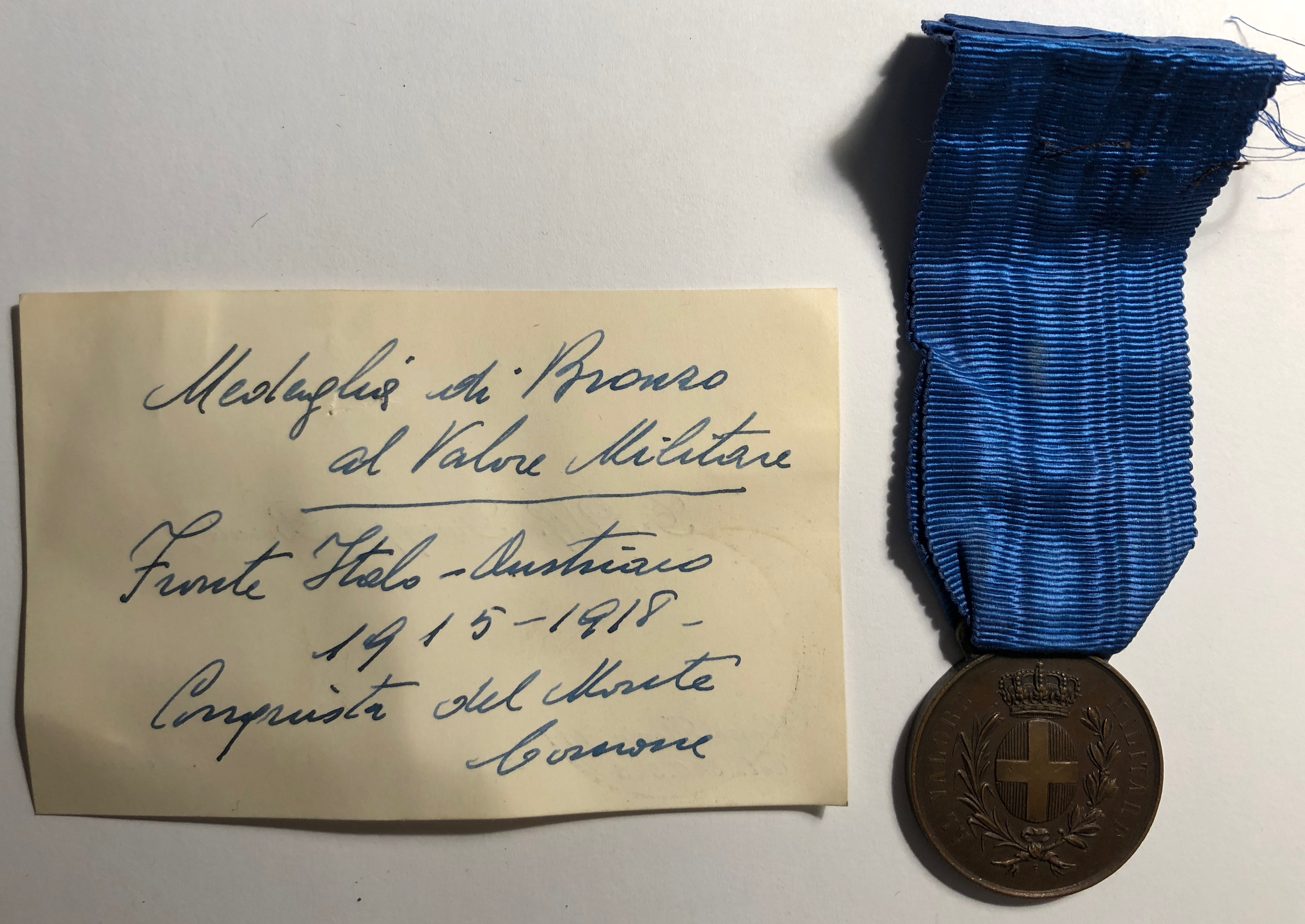
medaglia di bronzo monte cornone

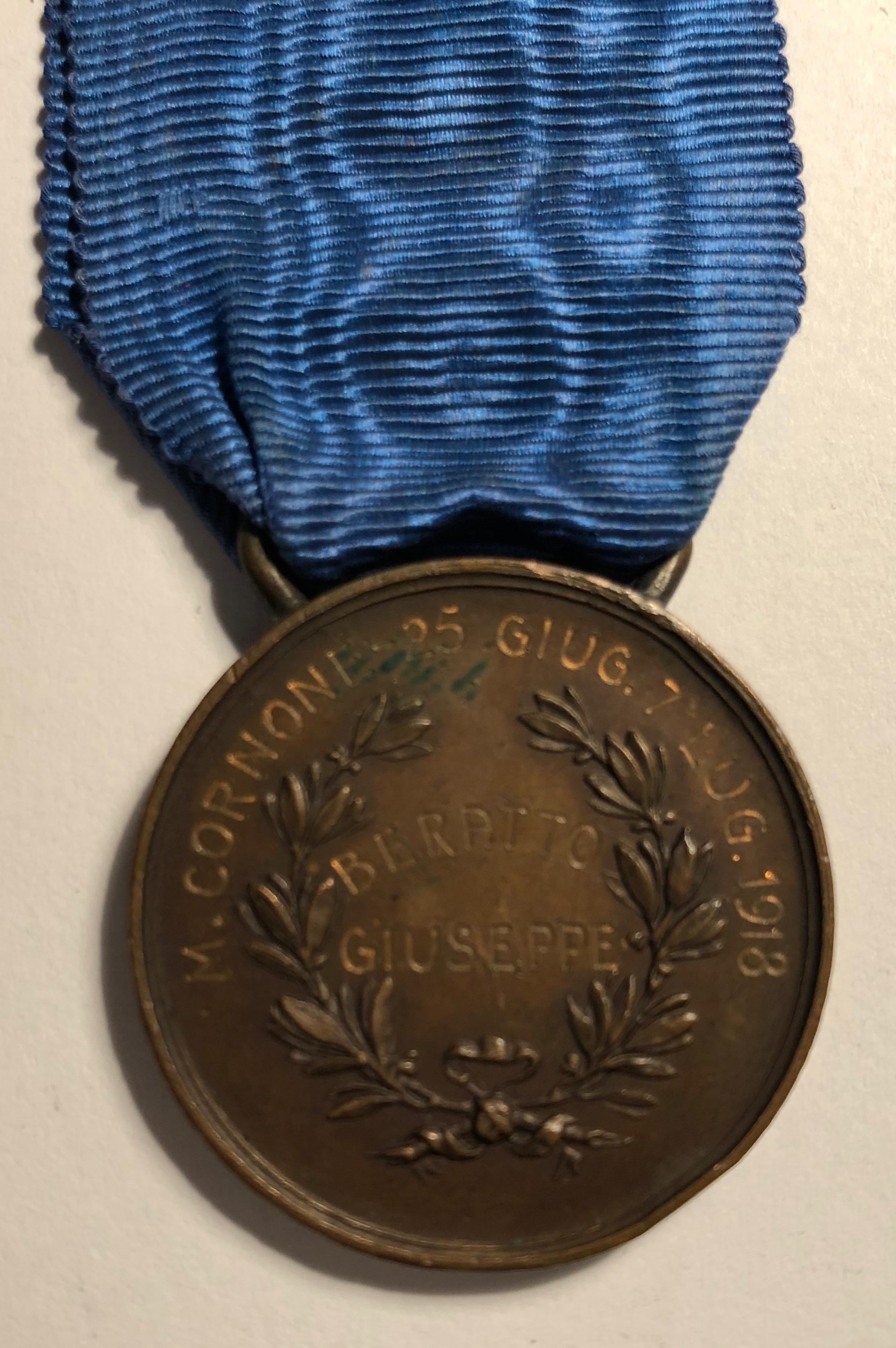

- Medaglia commemorativa della guerra italo-austriaca 1915-1918: due barrette anni campagna 1916-1917
- medaglia di bronzo al valore militare (1918, e campagna africa orientale italiana 1935-1936)
- medaglia inter alleata della vittoria
- medaglia commemorativa dell'Unità d'Italia
- Medaglia commemorativa delle operazioni militari in Africa Orientale (sormontato da una spilla a forma di gladio fiammeggiante per quanti avessero ricoperto il ruolo di combattenti attivi)
- croce al merito di guerra (tre conferimenti)
- medaglia d'argento al valore militare (fronte greco albanese, conquista di Klisura 1941)